# 벡터 인포매틱

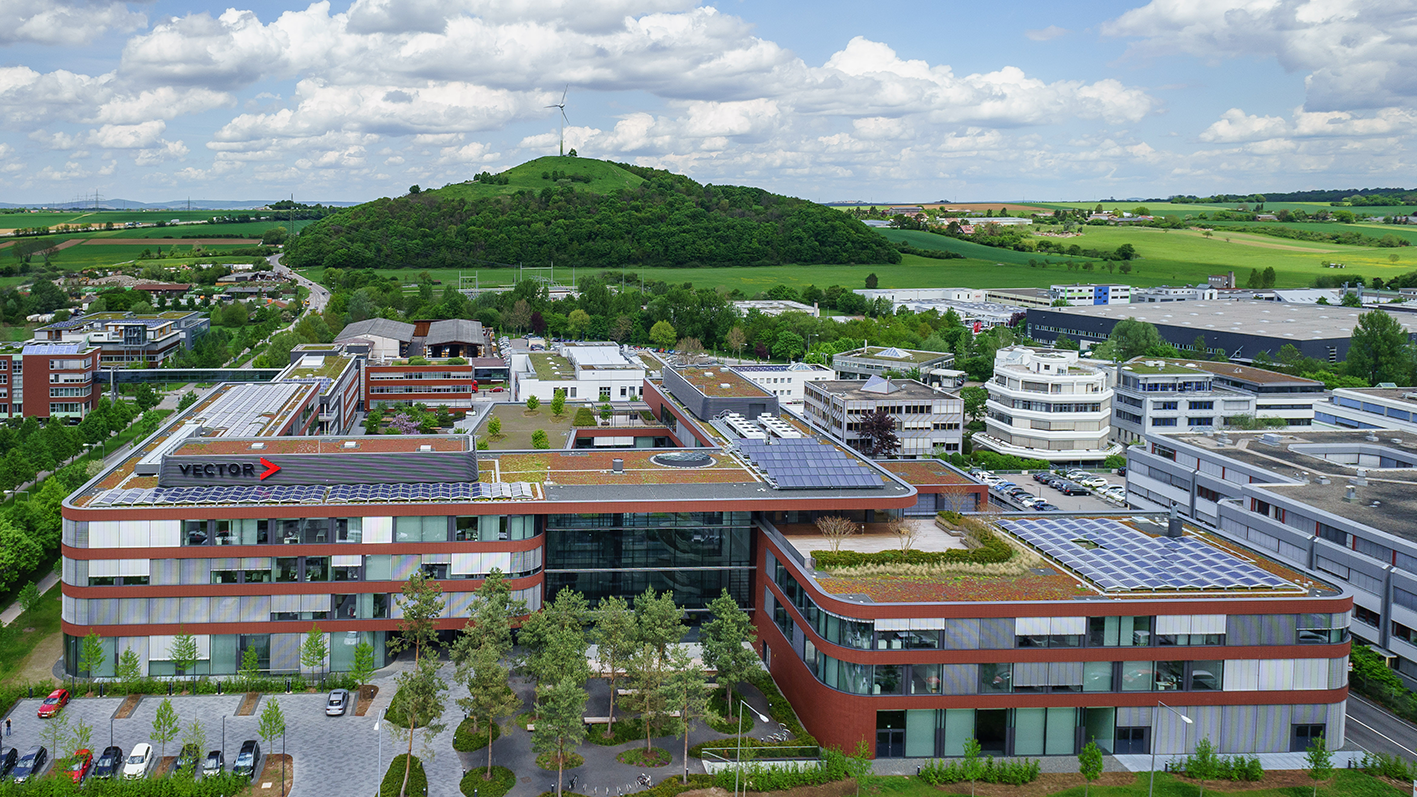
Vector Informatik GmbH 본사 본관

벡터 인포메틱(Vector Informatik)은 직렬 버스 시스템 CAN, LIN, FlexRay, MOST, Ethernet, AFDX, ARINC 429, SAE J1708 는 물론 SAE와 같은 CAN 기반 프로토콜을 기반으로 전자 시스템의 네트워킹을 위한 소프트웨어 도구 및 구성 요소를 개발한다. J1939, SAE J1587, ISO 11783, NMEA 2000, ARINC 825, CANaerospace, CANopen 등. Vector Informatik GmbH의 본사는 독일 슈투트가르트에 있다. 자회사에는 브라운슈바이크, 뮌헨, 함부르크, 레겐스부르크 와 브라질, 중국, 프랑스, 이탈리아, 영국, 인도, 일본, 한국, 오스트리아, 스웨덴 및 미국에 해외 자회사가 있다. Vector Informatik은 기술 제품 개발 최적화를 전문으로 하는 컨설팅 회사인 Vector Consulting Services GmbH를 포함되어 있다. 이들 회사를 모두 벡터 그룹이라고 한다.

## 역사
Vector Software GmbH는 1988년 4월 1일 Eberhard Hinderer, Martin Litschel 및 Helmut Schelling에 의해 설립되었다. 1992년에 회사 이름을 Vector Informatik GmbH로 변경했다. 같은 해에 첫 번째 CANalyzer 라이센스를 판매하였고 처음으로 백만 유로의 매출을 달성했다. 1996년에 최초의 CANoe 및 CANape 라이센스를 판매하였다.
1998년에는 Vector CANtech를 미국에 설립하였고, 이듬해에는 벡터 일본을 설립하였다. 2001년에는 엔지니어링 개발 및 비용 효율성에 대한 컨설팅 서비스를 제공하는 자회사 Vector Consulting GmbH을 설립했다. 2006년 Vector Informatik은 Micron Electronic Devices AG로부터 "Division 4m Software"를 인수했으며, 같은 해 벡터 그룹의 매출이 처음으로 1억 유로 선을 넘었다. 이듬해 벡터코리아를 설립하였고, 2009년에는 벡터 영국, 벡터 인포매틱 인도, 벡터 중국 지사를 설립했다. 2011년 기존 중국 대표사무소는 법적으로 독립된 사업체로 변경되었다. 2011년 8월 Vector Informatik GmbH의 소유주 4명은 사업 지분을 가족 재단과 비영리 재단으로 분리했다. 2011년 9월 벡터에 1,000번째 직원이 입사했다. 2013년에는 새로운 자회사 Vector Austria를 설립하고 2014년에는 Vector Brasil과 Vector Italy를 설립했다.

## 활동영역
벡터는 직렬 버스 시스템 CAN, LIN, FlexRay, MOST를 기반으로 하는 전자 시스템은 물론 SAE J1939와 CANopen과 같이 CAN 기반 프로토콜의 네트워킹을 다룬다. 벡터는 차량의 전자 제어 모듈에 중점을 두고 있지만, 이 분야에서 축적한 경험을 항공전자공학, 대형 차량, 특수 장비 및 임베디드 시스템과 같이 다른 분야에도 적용하고 있다. 다양한 보도 자료를 통해 회사의 활동에 관한 추가적인 정보를 얻을 수 있다.
- GM을 통한 진단 검증[12]
- AUDI의 FlexRay 탑재 AUTOSAR PDU[13]
- BMW의 운전자 지원 시스템 최적화[14]
- AUDI의 XCP-on-FlexRay[15]
- ZF의 기어 드라이브 캘리브레이션 효율성 및 품질[16]
- Bomag AG의 개발 및 분석 도구의 무선 인터페이스[17]
- LuK GmbH를 위한 통합 진단 및 플래시 솔루션[18]
- Car2x / DSRC 통신[19]

## 제품
다음은 벡터의 주요 제품 중 일부이다.
- CAN, FlexRay, Ethernet, LIN, MOST 및 기타 CAN 기반 프로토콜을 위한 CANalyzer 분석 툴
- 시뮬레이션, 진단을 지원하고 자동차 ECU용 테스트 툴로 사용되는 CANoe 개발 툴이다. 대부분의 자동차 및 트럭 OEM과 공급업체에서 사용된다.
- CANape 는 자동차 산업의 OEM 및 ECU 공급업체가 런타임에 ECU의 알고리즘을 캘리브레이션하기 위해 널리 사용하는 개발 소프트웨어이다.
- CAN, FlexRay, LIN, AUTOSAR 등을 위한 내장형 소프트웨어 구성 요소이다. 이러한 구성 요소는 전 세계적으로 전자 장치가 네트워크로 연결된 거의 모든 자동차에서 찾아볼 수 있다.[20]